# Sor Juana Inés de la Cruz o las trampas de la fe
Sor Juana Inés de la Cruz o las trampas de la fe es un ensayo escrito por Octavio Paz y publicado por primera vez en 1982. El mismo tiene un triple carácter: histórico-sociológico, literario y biográfico. La vida y la obra de Sor Juana Inés de la Cruz, poetisa nacida en Nueva España en 1648 o 1651, son estudiadas como un conjunto en el que Paz distingue tres acontecimientos clave en la vida de la autora:
- La entrada de Sor Juana en la Orden de San Jerónimo, abandonando su posición en la corte virreinal.

- La relación de Sor Juana con María Luisa Manrique de Lara, virreina de Nueva España, analizando además si la misma fue una relación amorosa o amistosa.

- La renuncia de Sor Juana a la literatura en 1694.

## Características del ensayo histórico-sociológico
Se describe en él el carácter de la sociedad colonial de la época y de sus instituciones:
- El virreinato.
- La Iglesia católica bajo la influencia de la Compañía de Jesús.
- La división social existente entre españoles, criollos, mestizos e indígenas de América.

Octavio Paz invita en la primera parte del ensayo a tomar conciencia acerca de la importancia de la colonia como semillero de la identidad mexicana actual y también sugiere no desacreditar esa etapa tan poco conocida de la historia mexicana.
Paz relaciona el aislamiento científico y cultural característico de la sociedad hispana en el final del barroco con la dificultad del México contemporáneo para desarrollar una cultura democrática acorde a la de las sociedades occidentales.

## Estudio literario del estilo de Sor Juana
Octavio Paz debate en esta obra la interpretación que biógrafos y críticos religiosos, como Alfonso Méndez Plancarte, han establecido acerca de la relación entre vida y obra de Sor Juana. No es una autora religiosa y mucho menos mística, tampoco debe ser tomada por una poetisa moderna que vierte en su obra sus vivencias subjetivas. Se trata de una autora barroca en la que la experiencia personal se transmuta en un conjunto de artificios establecidos por una tradición canónica; el arte barroco separa al máximo al autor y su obra, por lo que es ajeno a la actitud romántica. En este sentido Paz expresa: "El poema barroco no es un testimonio, sino una forma verbal (...) la reiteración de un arquetipo y la variación de un tema heredado".
Sor Juana se nos muestra como alguien que consigue habilitarse un rincón favorable a su desarrollo intelectual en un medio hostil. Éste es el de la sociedad cerrada de la Nueva España a finales del siglo XVII, cuya ortodoxia religiosa vigila la Inquisición y que Paz compara a los estados burocráticos del siglo XX. La vida conventual, sometida a restricciones y espionaje y la propia condición femenina de Sor Juana, la excluyen de la educación superior y del intercambio de ideas. El acceso a éstas se encuentra además condicionado por el atraso cultural que ya existe en la metrópoli en lo que se refiere a ciencia dominante de la época y la filosofía del siglo XVII. Los referentes de Sor Juana serán el neoplatonismo y los saberes herméticos divulgados por el jesuita Atanasio Kircher, doctrinas de moda el siglo anterior.

## Análisis de la biografía y la obra de Sor Juana
La obra de Sor Juana, además de una constante celebración y adulación de los poderosos a quienes debe su relativa tranquilidad, critica las limitaciones a que se ven sometidas las mujeres, constituyendo un precedente del feminismo, y expresa su pasión amorosa, o amistosa, por María Luisa Manrique de Lara. La ambivalencia de su posición: monja enclaustrada y a la vez intelectual en ejercicio y mujer de mundo, da idea de la fragilidad que la aqueja. La investigación de Octavio Paz culmina al desvelar las circunstancias en que Sor Juana debe abandonar el ejercicio de las letras. También en esta renuncia forzada ve Paz la similitud de la sociedad barroca hispana con las modernas burocracias estatales. En ambas el disidente debe asumir un papel activo en su anulación, no sólo debe callar sino que además tiene que confesar su error y arrepentirse.
Esta obra permite a Paz emitir un diagnóstico sobre la sociedad mexicana actual, heredera de la España del siglo XVII. En ellas continuidad y cambio muestran una contradicción irreconciliable, con lo que el acceso a la modernidad sólo ocurre como desgarramiento. Bajo este punto de vista es que Paz concluye: "Esta herida aún no se cierra".